# Relations entre la Polynésie française et l'Union européenne
Les relations entre la Polynésie française et l'Union européenne reposent sur le fait que la Polynésie française est un pays et territoire d'outre-mer de l'Union européenne (c'est-à-dire, un territoire d'un État membre situé hors de l'Union européenne).

## Cadre juridique
Les relations entre l'Union européenne et les pays et territoire d'outre-mer sont régies par les articles 198 à 203 du Traité sur l'Union européenne. Ceux-ci prévoient :
- Une « association » à l'Union, dans un but de « promotion économique et sociale » (art.198)
- Une égalité dans les échanges commerciaux avec les états membres (art. 199)
- Une abolition des droits de douane dans les échanges (art. 200 et 201)
- La libre circulation des travailleurs entre l'Union européenne et les pays et territoires d'outre-mer (art. 202)
- Des règles juridiques de gestion de cette association (art 203).

Une décision du Conseil européen du 25 novembre 2013 a détaillé les modalités d'application de ces articles et leur volet financier. La Polynésie française fait également partie de l'Association des pays et territoires d'outre-mer de l'Union européenne, l'OCTA, qui compte 22 membres. Son but est de promouvoir « le développement économique et durable à travers la coopération avec l'UE ainsi que les partenaires régionaux et mondiaux », et d'établir un dialogue durable avec la Commission européenne à travers un forum annuel

## Exceptions aux politiques communautaires
| États membres et territoires | Dans l'Union ? | Application du droit de l'Union | Exécutoire devant les tribunaux | Euratom | Citoyenneté de l'Union | Élections du Parlement | Espace Schengen | Espace TVA | Territoire douanier de l'Union | Marché commun européen | Zone euro             |
| ---------------------------- | -------------- | ------------------------------- | ------------------------------- | ------- | ---------------------- | ---------------------- | --------------- | ---------- | ------------------------------ | ---------------------- | --------------------- |
| Polynésie française          | Non            | Application minimale (PTOM)     | Oui                             | Oui     | Oui                    | Oui                    | Non             | Non        | Non                            | Application partielle  | Non (XPF lié à l'EUR) |

## Aide au développement
La Polynésie française a bénéficié au titre du 9e Fonds européen de développement pour la formation professionnelle de 20,65 millions d'euros. Au titre du 10e, elle a bénéficié de 19,79 millions d'euros. Le onzième (2014-2020) prévoit une aide de 29,9 millions d'euros.

## Sources